# 長寿社会文化協会
公益社団法人長寿社会文化協会（ちょうじゅしゃかいぶんかきょうかい、Wonderful Aging Club, WAC）は、新しい長寿文化を作るために活動している公益社団法人。以前は内閣府所管の社団法人だったが、公益法人制度改革に伴い、2010年6月1日に公益社団法人に移行。

## 概要
- 所在：東京都港区芝公園2-6-8 日本女子会館1階
- 設立：1988年4月22日
- 会長：京極高宣（2015年〜）